# إيرا جو فيشر
إيرا جو فيشر (بالإنجليزية: Ira Joe Fisher)‏ هو صحفي أمريكي، ولد في 31 أكتوبر 1947 في سالامانكا في الولايات المتحدة.

## وصلات خارجية
- إيرا جو فيشر على موقع IMDb (الإنجليزية)